# اسحاق آدم
اسحاق آدم (انگلیسی: Ishag Adam؛ زادهٔ ۱ ژانویهٔ ۱۹۹۹) بازیکن فوتبال اهل سودان است.
وی همچنین در تیم ملی فوتبال سودان بازی کرده‌است.